# Lenape

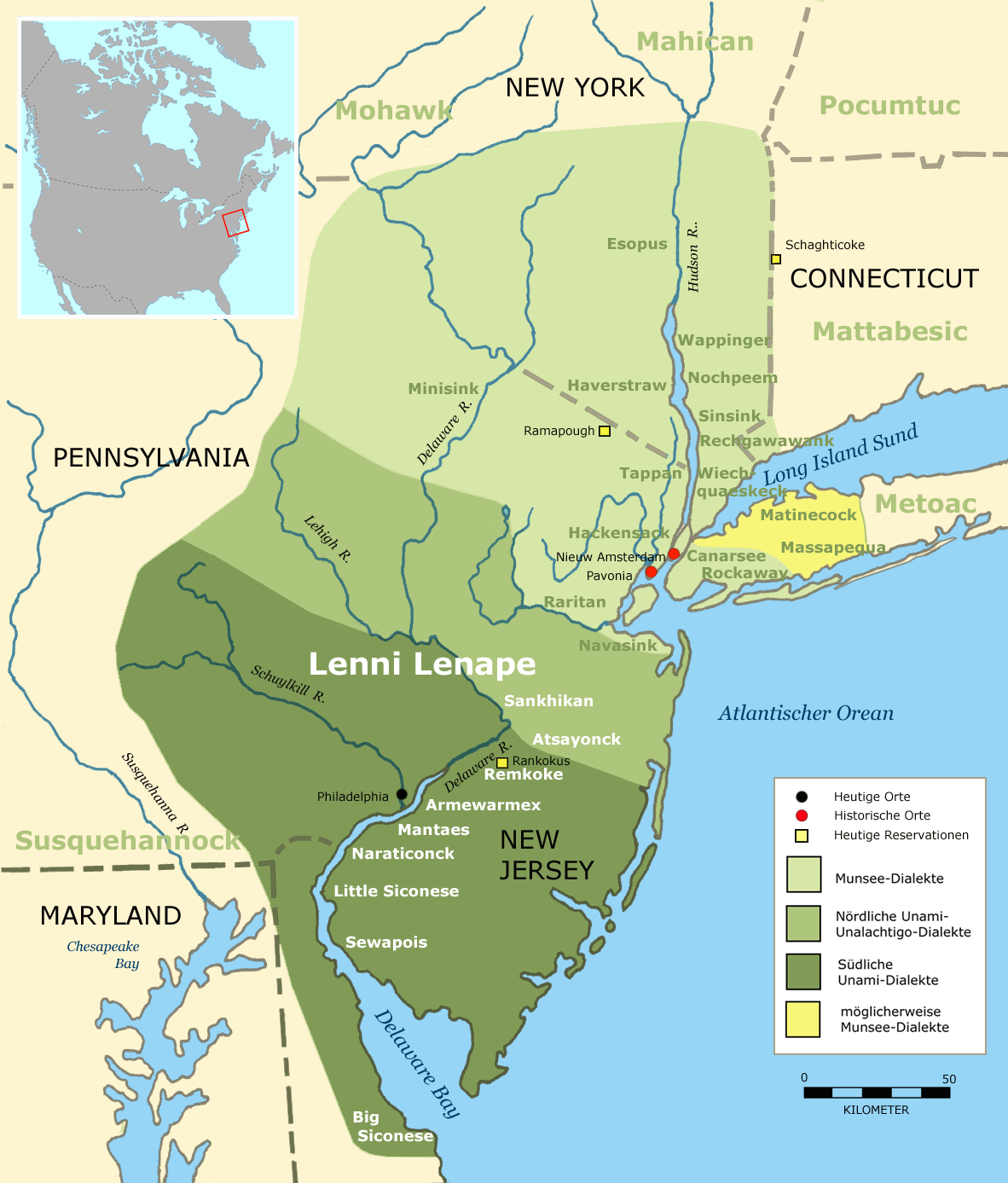
Karta som visar Lenapes (Lenni Lenapernas) traditionella bosättningsområde.

Lenape, Leni Lenape eller Lenni Lenape ("riktiga män"; tidigare kallade Delawarefolket) är ett algonkinskt folk i USA och Kanada.

## Hemland
Lenaperna var ursprungligen bosatta i de nuvarande delstaterna New York, Pennsylvania, New Jersey och Delaware. De kallades "farfäder" av övriga algonkinstammar och loups, "vargar" av fransmännen. Nationen indelades i munsee ("bergsbor"), unami ("folket vid floden") och unalachitigo ("folket vid havet"). 

## Relationer med kolonisterna

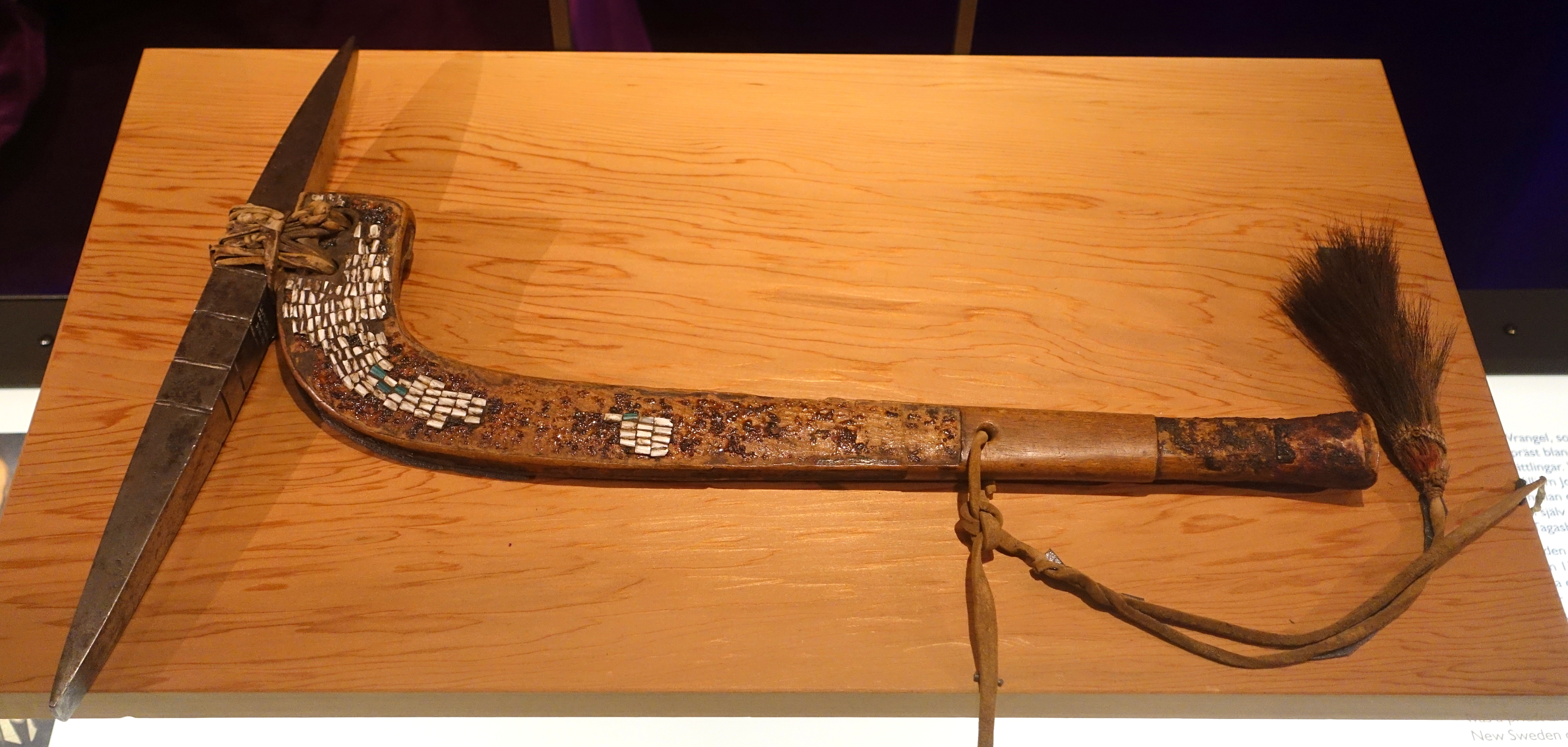
Denna tomahawkhacka från 1600-talet har tillskrivits kolonin Nya Sverige och Susquehannocker eller Lenape. Den finns på Etnografiska museet, Stockholm och är en deposition från Livrustkammaren.[http://collections.smvk.se/carlotta-em/web/object/1446743 1889.04.4179

Lenapefolket (Lenni Lenape) stod överlag på fredlig fot med de första kolonisatörerna i sina områden,  inbyggarna i Nya Sverige och William Penns kväkare. Lenni lenape började kristnas av den herrnhutiske missionären David Zeisberger på 1700-talet och blev moravians. 
Försvagade av europeiska sjukdomar, framförallt smittkoppor och europeiskt våld blev lenaperna, liksom shawneerna, vasaller under Irokesförbundet. De flesta lenaperna fördrevs under 1700-talet från sitt hemland av de brittiska kolonisterna med hjälp av irokeserna. Det skedde bland annat genom fördraget i Fort Stanwix 1768 då Irokesförbundet sålde halva Pennsylvania till William Penns ättlingar. De överlevande lenaperna slog sig ned i Ohiolandet varifrån det amerikanska frihetskriget och det nordvästra indiankriget drev dem västerut. En grupp lojalistiska lenni lenape flydde också till Kanada. De flesta öster om Mississippifloden boende lenaper tvångsförflyttades till Oklahoma på 1860-talet.

## Befolkningsstorlek
I USA finns det cirka 3 000 lenapes (lenni lenape) i bland annat Oklahoma, Minnesota och Wisconsin. 600 ättlingar till 1780-talets flyktingar lever ännu kvar i Kanada.